# 关桥
关桥（1935年7月2日—2022年12月26日），山西太原人，航空制造工程焊接专家，中国工程院院士。

## 履历[1]
- 1959年，于莫斯科鲍曼高等工学院毕业。
- 1963年，于莫斯科鲍曼高等工学院获得技术科学副博士学位。
- 1994年，当选中国工程院院士。

## 荣誉

### 外国勋章奖章
- 三等功绩勋章（乌克兰，2010年8月31日公布[2]，2010年11月10日于北京颁发[3]）